# When Light Came Back
When Light Came Back és una pel·lícula en blanc i negre muda estrenada l'11 de juny de 1913, dirigida per Oscar A.C. Lund i interpretada per Barbara Tennant i Robert Frazer. Produïda per l'Éclair America, va ser distribuiïda per Universal Studios.

## Argument
El cap de Sam Scribner el sorpren festejant la seva filla Muriel Hale i l'acomiada. Els amants decideixen escapar-se però són descoberts pel pare, que està a punt de disparar-los pensant que són lladres. En veure que són ells, llança la pistola per barallar-se amb en Sam però ella el dispara i fereix el senyor Hales. En Sam marxa deixant caure la seva cartera. A dins hi ha diners, però el senyor Hale els llença amb la cartera sense que en Sam s'aturi. Dos rodamóns troben els diners i es barallen per aconseguir-los fins que un mata l'altre.
En Sam, decidit a marxar, agafa un tren que té un accident. Ell es fa mal i perd la memòria. El porten a un hospital i consideren que està boig. Mentrestant, el Sr. Hale acomiada un dels seus treballadors. Més tard, es troba el cos del rodamón mort i com que porta la cartera d'en Sam el confonen amb ell.
El criat acomiadat informa a la policia que poden trobar la maleta de Scribner amagada sota un sofà a casa de Hale. Hale és jutjat i sentenciat a morir per l'assassinat de Scribner. Mentrestant, en Sam, a l'hospital, llegeix la notícia de la propera execució l'execució de Hale i recupera la memòria. Intenta escapar-se del sanatori i lluita contra els guardes que li ho intenten impedir. Sense diners, té un viatge difícil, mendicant i pujant d'amagat en automòbils. Arriba a l'oficina del governador i hi troba la Muriel demanant clemència per al seu pare. El governador ràpidament intenta telefonar per anul·lar l'execució, però no pot establir contacte. Hale està a punt de seure a la cadira elèctrica. El governador demana un cotxe i els tres es precipiten a la presó, arribant just a temps per salvar la vida del senyor Hale. El senyor Hale, en agraïment, accepta que ells dos es casin i el reincorpora a la feina.

## Repartiment
- Barbara Tennant (Muriel Hale)
- Robert Frazer (Sam Scribner)
- Alec B. Francis (el pare de Muriel)